# کناک
latitudeکناکlongitudeکناک
کناک (به انگلیسی: Cannock) یک شهرک در انگلستان است که در استافوردشر واقع شده‌است.
این شهر در سال ۱۹۹۱ میلادی ۶۰٫۱۰۶ نفر جمعیت داشته و در سرشماری سال ۲۰۰۱ جمعیت آن به ۶۵٫۰۲۲ نفر رسیده‌است. میزان رشد سالانهٔ جمعیت کناک ‎۰٫۴ درصد می‌باشد و جمعیت این شهر در سال ۲۰۱۲ به ۶۷٫۹۴۱ نفر تغییر یافت.

## خصوصیات
کانوک ۹٫۲۴ کیلومترمربع مساحت و ۲۹٬۰۱۸ نفر جمعیت دارد.

## خواهرخوانده
شهر داتلن خواهرخواندهٔ کانوک هست.